# Iordache Ruset-Roznovanu
Iordache Ruset-Roznovanu (n. 1764 – d. 16 februarie 1836, Iași) a fost caimacam (locțiitor) al Moldovei în anul 1807, numit în decembrie.

## Biografie
Iordache Ruset-Roznovanu, descendent al uneia dintre cele mai bogate și influente familii boierești din Moldova, a fost fiul lui Nicolae Rosetti-Roznovanu și al Smarandei Rosetti-Roznovanu (n. Hrisoscoleo). Era un om cult (cunoștea franceză, germană și rusă), pasionat bibliofil. A întemeiat pe domeniul său de la Stînca (azi județul Iași) prima mare bibliotecă din Moldova, Biblioteca franceză și greco-latină, aduse de la Paris în 1818. Un an mai tîrziu a fost întocmit catalogul acestei vestite biblioteci.
A fost căsătorit de două ori, cu Profira (Pulcheria) Balș (d. 1799), cu care a avut doi copii, Neculai Rosetti-Roznovanu (1794-1858) și Alexandru Rosetti-Roznovanu (1798-1853) și cu Anica Bogdan (1773-1852). Gheorghe Ruset Roznovanu (1834-1904) a fost fiul lui Alexandru Rosetti-Roznovanu.
A încetat din viață pe 16 februarie 1836 și a fost înmormântat împreună cu soția sa la Mitropolia din Iași.

## In memoriam
În orașul Roznov este amenajat Muzeul Gheorghe Ruset Roznovanu, care prezintă exponate privitoare atât la Iordache Ruset-Roznovanu, cât și la urmașii acestuia. 